# Patrik Hruščák
Patrik Hruščák (* 20. März 1989 in Košice, Tschechoslowakei) ist ein slowakischer Handballspieler, der beim Schweizer Verein HSC Suhr Aarau unter Vertrag steht.
Zuvor spielte er unter anderem für die Rhein-Neckar Löwen und besaß seinerzeit zusätzlich ein Zweitspielrecht beim TV Emsdetten, um weitere Spielpraxis in der 2. Handball-Bundesliga zu erlangen.
Im Januar 2009 wurde bekannt gegeben, dass er von Emsdetten zu TUSEM Essen wechselt. Dieser Vertrag galt bis zum Ende der Saison 2008/09. Von Essen wechselte er im August 2009 nach Ungarn. Bis Sommer 2013 war der Linkshänder beim ungarischen Erstligaverein Kecskeméti KSE aus Kecskemét. Anschließend wechselte er zum slowakischen Verein HT Tatran Prešov, den er im Januar 2014 verließ. Nachdem er einen Vertrag bis Sommer 2014 beim katarischen Verein al-Sadd SC unterschrieben hatte, kehrte er bereits nach einem Monat in die Slowakei zu HK Topoľčany zurück. Zur Saison 2014/15 unterschrieb er einen Einjahresvertrag beim deutschen Zweitligisten HC Empor Rostock. Im Januar 2015 unterschrieb er einen Vertrag beim Ligakonkurrenten ThSV Eisenach, der am Ende der Saison in die erste Liga aufstieg. Im Sommer 2016 wechselte er zum Drittligisten HC Elbflorenz. Im Februar 2018 verließ er den Verein und wechselte zu den Eulen Ludwigshafen. Zur Saison 2018/19 schloss er sich dem Schweizer Verein TSV Fortitudo Gossau an. Zum Jahresbeginn 2019 verließ Hruščák den Verein und schloss sich dem slowakischen Klub Crows Košice an. Zur Saison 2021/22 wechselte er zum Stadtrivalen HK Košice. Im November 2022 wechselte Hruščák zum Schweizer Erstligisten HSC Suhr Aarau, bei dem er einen Vertrag bis zum Jahresende 2022 besitzt.